# Réseau interurbain de la Dordogne
 (mai 2016).
Si vous disposez d'ouvrages ou d'articles de référence ou si vous connaissez des sites web de qualité traitant du thème abordé ici, merci de compléter l'article en donnant les références utiles à sa vérifiabilité et en les liant à la section « Notes et références ».
Transpérigord est le réseau de transport interurbain du département de la Dordogne géré par le Conseil régional de Nouvelle-Aquitaine depuis le 1er janvier 2017 en application de la loi NOTRe.

## Histoire

### Premiers transports interurbains
Par la loi du 12 juillet 1865, les départements et les communes sont autorisés à établir des chemins de fer d'intérêt local. Il faut cependant attendre 1887 pour voir le premier tramway interurbain circuler en Dordogne. Il est exploité par la Société des chemins de fer du Périgord (ci-après "les CFP"), qui détient alors une concession pour la construction et l'exploitation des lignes de Périgueux à Saint-Pardoux-la-Rivière et Périgueux à La Juvénie . En 1899 ouvre une troisième ligne exploitée par la même société reliant Périgueux à Vergt.
Un second réseau est rétrocédé aux Tramways de la Dordogne (ci-après "les TD") en 1908, pour une mise en service en 1912. Il comprend quatre lignes : de Vergt à Bergerac, de Thiviers à Saint-Yrieix, de Saint-Pardoux à Saint-Mathieu et de Sarlat à Villefranche-du-Périgord, cette dernière ligne étant tout à fait isolée du reste des deux réseaux.
Dès 1914, la situation financière des TD devient précaire, notamment en raison de la présence de quatre dépôts. La société est mise sous séquestre.
Les CFP font également part de grandes difficultés financières, et sont également mis sous séquestre en 1920.
Début 1921, le Département rachète les TD puis les CFP. Il afferme en 1926 le réseau unifié à la Compagnie des chemins de fer départementaux.
En 1930, le Conseil Général décide de remplacer un aller-retour en tramway par un autobus sur les lignes Périgueux — Saint-Mathieu et Sarlat — Villefranche-du-Périgord. L'essai se révèle concluant et devient définitif. Le tramway continue à circuler les jours d'affluence (jours de foire, dimanche...). 
Le 1er décembre 1934 sont supprimées les lignes suivantes :
- Saint-Yrieix-la-Perche - Thiviers, (33 km) ;
- Saint-Pardoux-la-Rivière - Saint-Mathieu, (39 km) ;
- Villefranche-du-Périgord - Sarlat.

L'expension de l'autocar continue de plus belle et l'exploitation ferroviaire cesse sur les lignes restantes aux dates suivantes :
- Périgueux - Saint-Pardoux-la-Rivière, le 1er janvier 1949 ;
- Périgueux - Bergerac, le 1er avril 1949 ;
- Périgueux - Saint-Yrieix-la-Perche, le 1er juillet 1949, et fermeture définitive du réseau ferré.

La CFD Dordogne devint gérante du réseau d'autocars qui succéda au tramway et continua d'exister jusqu'en 1991, année où elle intégra l'entreprise CFTA, laquelle exploite encore indirectement le réseau actuellement .

## Transporteurs
Le réseau est exploité par Transdev via sa filiale CFTA Centre-Ouest, au moyen de 51 autocars pour un chiffre d'affaires de 6,5 millions d'euros par an.

## Réseau[4],[5]

### Lignes régulières
| Ligne | Caractéristiques | Caractéristiques | Caractéristiques | Caractéristiques | Caractéristiques | Caractéristiques | Caractéristiques | Caractéristiques | Caractéristiques |
| 01    | Périgueux — Gare SNCF ⥋ Angoulême — Gare SNCF                                                                                        | Périgueux — Gare SNCF ⥋ Angoulême — Gare SNCF                                                                                        | Périgueux — Gare SNCF ⥋ Angoulême — Gare SNCF                                                                                        | Périgueux — Gare SNCF ⥋ Angoulême — Gare SNCF                                                                                        | Périgueux — Gare SNCF ⥋ Angoulême — Gare SNCF                                                                                        | Périgueux — Gare SNCF ⥋ Angoulême — Gare SNCF                                                                                        | Périgueux — Gare SNCF ⥋ Angoulême — Gare SNCF                                                                                        | Périgueux — Gare SNCF ⥋ Angoulême — Gare SNCF                                                                                        | Périgueux — Gare SNCF ⥋ Angoulême — Gare SNCF                                                                                        |
| ----- | --- | --- | --- | --- | --- | --- | --- | --- | --- |
| 01    | Ouverture / Fermeture — / — | Longueur — | Durée — | Nb. d’arrêts 11 | Matériel — | Jours de fonctionnement L, Ma, Me, J, V, S, D                                                                                        | Jour / Soir / Nuit / Fêtes O / N / N / O                                                                                             | Voy. / an — | Exploitant Transdev CFTA Centre-Ouest                                                                                                |
| 01    | Desserte : - Principales communes desservies : Périgueux, Mareuil-en-Périgord, Angoulême                                             | | | | | | | | |
| 01    | Autre : | | | | | | | | |
| 01    | Dernière actualisation : — | | | | | | | | |
| 1A    | Périgueux — Gare SNCF ⥋ Mareuil-en-Périgord — Château                                                                                | Périgueux — Gare SNCF ⥋ Mareuil-en-Périgord — Château                                                                                | Périgueux — Gare SNCF ⥋ Mareuil-en-Périgord — Château                                                                                | Périgueux — Gare SNCF ⥋ Mareuil-en-Périgord — Château                                                                                | Périgueux — Gare SNCF ⥋ Mareuil-en-Périgord — Château                                                                                | Périgueux — Gare SNCF ⥋ Mareuil-en-Périgord — Château                                                                                | Périgueux — Gare SNCF ⥋ Mareuil-en-Périgord — Château                                                                                | Périgueux — Gare SNCF ⥋ Mareuil-en-Périgord — Château                                                                                | Périgueux — Gare SNCF ⥋ Mareuil-en-Périgord — Château                                                                                |
| 1A    | Ouverture / Fermeture — / — | Longueur — | Durée — | Nb. d’arrêts 12 | Matériel — | Jours de fonctionnement L, Ma, Me, J, V, S, D                                                                                        | Jour / Soir / Nuit / Fêtes O / N / N / O                                                                                             | Voy. / an — | Exploitant Transdev CFTA Centre-Ouest                                                                                                |
| 1A    | Desserte : - Principales communes desservies : Périgueux, Mareuil-en-Périgord                                                        | | | | | | | | |
| 1A    | Autre : | | | | | | | | |
| 1A    | Dernière actualisation : — | | | | | | | | |
| 1B    | Périgueux — Gare SNCF ⥋ Nontron — Place du Champs de Foire                                                                           | Périgueux — Gare SNCF ⥋ Nontron — Place du Champs de Foire                                                                           | Périgueux — Gare SNCF ⥋ Nontron — Place du Champs de Foire                                                                           | Périgueux — Gare SNCF ⥋ Nontron — Place du Champs de Foire                                                                           | Périgueux — Gare SNCF ⥋ Nontron — Place du Champs de Foire                                                                           | Périgueux — Gare SNCF ⥋ Nontron — Place du Champs de Foire                                                                           | Périgueux — Gare SNCF ⥋ Nontron — Place du Champs de Foire                                                                           | Périgueux — Gare SNCF ⥋ Nontron — Place du Champs de Foire                                                                           | Périgueux — Gare SNCF ⥋ Nontron — Place du Champs de Foire                                                                           |
| 1B    | Ouverture / Fermeture — / — | Longueur — | Durée — | Nb. d’arrêts 12 | Matériel — | Jours de fonctionnement L, Ma, Me, J, V, S, D                                                                                        | Jour / Soir / Nuit / Fêtes O / N / N / O                                                                                             | Voy. / an — | Exploitant Transdev CFTA Centre-Ouest                                                                                                |
| 1B    | Desserte : - Principales communes desservies : Périgueux, Nontron                                                                    | | | | | | | | |
| 1B    | Autre : | | | | | | | | |
| 1B    | Dernière actualisation : — | | | | | | | | |
| 02    | Périgueux — Place Tourny ⥋ Mareuil-en-Périgord — Cité scolaire Arnaud Daniel                                                         | Périgueux — Place Tourny ⥋ Mareuil-en-Périgord — Cité scolaire Arnaud Daniel                                                         | Périgueux — Place Tourny ⥋ Mareuil-en-Périgord — Cité scolaire Arnaud Daniel                                                         | Périgueux — Place Tourny ⥋ Mareuil-en-Périgord — Cité scolaire Arnaud Daniel                                                         | Périgueux — Place Tourny ⥋ Mareuil-en-Périgord — Cité scolaire Arnaud Daniel                                                         | Périgueux — Place Tourny ⥋ Mareuil-en-Périgord — Cité scolaire Arnaud Daniel                                                         | Périgueux — Place Tourny ⥋ Mareuil-en-Périgord — Cité scolaire Arnaud Daniel                                                         | Périgueux — Place Tourny ⥋ Mareuil-en-Périgord — Cité scolaire Arnaud Daniel                                                         | Périgueux — Place Tourny ⥋ Mareuil-en-Périgord — Cité scolaire Arnaud Daniel                                                         |
| 02    | Ouverture / Fermeture — / — | Longueur — | Durée — | Nb. d’arrêts 19 | Matériel — | Jours de fonctionnement L, Ma, Me, J, V, S, D                                                                                        | Jour / Soir / Nuit / Fêtes O / N / N / O                                                                                             | Voy. / an — | Exploitant Transdev CFTA Centre-Ouest                                                                                                |
| 02    | Desserte : - Principales communes desservies : Périgueux, Ribérac                                                                    | | | | | | | | |
| 02    | Autre : | | | | | | | | |
| 02    | Dernière actualisation : — | | | | | | | | |
| 2A    | Ribérac — Cité scolaire Arnaud Daniel ⥋ Mareuil-en-Périgord — Château                                                                | Ribérac — Cité scolaire Arnaud Daniel ⥋ Mareuil-en-Périgord — Château                                                                | Ribérac — Cité scolaire Arnaud Daniel ⥋ Mareuil-en-Périgord — Château                                                                | Ribérac — Cité scolaire Arnaud Daniel ⥋ Mareuil-en-Périgord — Château                                                                | Ribérac — Cité scolaire Arnaud Daniel ⥋ Mareuil-en-Périgord — Château                                                                | Ribérac — Cité scolaire Arnaud Daniel ⥋ Mareuil-en-Périgord — Château                                                                | Ribérac — Cité scolaire Arnaud Daniel ⥋ Mareuil-en-Périgord — Château                                                                | Ribérac — Cité scolaire Arnaud Daniel ⥋ Mareuil-en-Périgord — Château                                                                | Ribérac — Cité scolaire Arnaud Daniel ⥋ Mareuil-en-Périgord — Château                                                                |
| 2A    | Ouverture / Fermeture — / — | Longueur — | Durée — | Nb. d’arrêts 13 | Matériel — | Jours de fonctionnement L, Ma, Me, J, V, S, D                                                                                        | Jour / Soir / Nuit / Fêtes O / N / N / O                                                                                             | Voy. / an — | Exploitant Transdev CFTA Centre-Ouest                                                                                                |
| 2A    | Desserte : - Principales communes desservies : Ribérac, Mareuil-en-Périgord                                                          | | | | | | | | |
| 2A    | Autre : | | | | | | | | |
| 2A    | Dernière actualisation : — | | | | | | | | |
| 03    | Périgueux — Gare SNCF ⥋ Bergerac — Gare SNCF / Bergerac — Aéroport Bergerac Dordogne Périgord                                        | Périgueux — Gare SNCF ⥋ Bergerac — Gare SNCF / Bergerac — Aéroport Bergerac Dordogne Périgord                                        | Périgueux — Gare SNCF ⥋ Bergerac — Gare SNCF / Bergerac — Aéroport Bergerac Dordogne Périgord                                        | Périgueux — Gare SNCF ⥋ Bergerac — Gare SNCF / Bergerac — Aéroport Bergerac Dordogne Périgord                                        | Périgueux — Gare SNCF ⥋ Bergerac — Gare SNCF / Bergerac — Aéroport Bergerac Dordogne Périgord                                        | Périgueux — Gare SNCF ⥋ Bergerac — Gare SNCF / Bergerac — Aéroport Bergerac Dordogne Périgord                                        | Périgueux — Gare SNCF ⥋ Bergerac — Gare SNCF / Bergerac — Aéroport Bergerac Dordogne Périgord                                        | Périgueux — Gare SNCF ⥋ Bergerac — Gare SNCF / Bergerac — Aéroport Bergerac Dordogne Périgord                                        | Périgueux — Gare SNCF ⥋ Bergerac — Gare SNCF / Bergerac — Aéroport Bergerac Dordogne Périgord                                        |
| 03    | Ouverture / Fermeture — / — | Longueur — | Durée — | Nb. d’arrêts 10 ou 11 | Matériel — | Jours de fonctionnement L, Ma, Me, J, V, S, D                                                                                        | Jour / Soir / Nuit / Fêtes O / N / N / O                                                                                             | Voy. / an — | Exploitant Transdev CFTA Centre-Ouest                                                                                                |
| 03    | Desserte : - Principales communes desservies : Périgueux, Bergerac                                                                   | | | | | | | | |
| 03    | Autre : | | | | | | | | |
| 03    | Dernière actualisation : — | | | | | | | | |
| 3A    | Périgueux — Gare SNCF ⥋ Bergerac — Gare SNCF                                                                                         | Périgueux — Gare SNCF ⥋ Bergerac — Gare SNCF                                                                                         | Périgueux — Gare SNCF ⥋ Bergerac — Gare SNCF                                                                                         | Périgueux — Gare SNCF ⥋ Bergerac — Gare SNCF                                                                                         | Périgueux — Gare SNCF ⥋ Bergerac — Gare SNCF                                                                                         | Périgueux — Gare SNCF ⥋ Bergerac — Gare SNCF                                                                                         | Périgueux — Gare SNCF ⥋ Bergerac — Gare SNCF                                                                                         | Périgueux — Gare SNCF ⥋ Bergerac — Gare SNCF                                                                                         | Périgueux — Gare SNCF ⥋ Bergerac — Gare SNCF                                                                                         |
| 3A    | Ouverture / Fermeture — / — | Longueur — | Durée — | Nb. d’arrêts 17 | Matériel — | Jours de fonctionnement L, Ma, Me, J, V, S, D                                                                                        | Jour / Soir / Nuit / Fêtes O / N / N / O                                                                                             | Voy. / an — | Exploitant Transdev CFTA Centre-Ouest                                                                                                |
| 3A    | Desserte : - Principales communes desservies : Périgueux, Vergt, Bergerac                                                            | | | | | | | | |
| 3A    | Autre : | | | | | | | | |
| 3A    | Dernière actualisation : — | | | | | | | | |
| 04    | Bergerac — Aéroport Bergerac Dordogne Périgord / Bergerac Collège Jacques Prévert ⥋ Marmande — Gare SNCF                             | Bergerac — Aéroport Bergerac Dordogne Périgord / Bergerac Collège Jacques Prévert ⥋ Marmande — Gare SNCF                             | Bergerac — Aéroport Bergerac Dordogne Périgord / Bergerac Collège Jacques Prévert ⥋ Marmande — Gare SNCF                             | Bergerac — Aéroport Bergerac Dordogne Périgord / Bergerac Collège Jacques Prévert ⥋ Marmande — Gare SNCF                             | Bergerac — Aéroport Bergerac Dordogne Périgord / Bergerac Collège Jacques Prévert ⥋ Marmande — Gare SNCF                             | Bergerac — Aéroport Bergerac Dordogne Périgord / Bergerac Collège Jacques Prévert ⥋ Marmande — Gare SNCF                             | Bergerac — Aéroport Bergerac Dordogne Périgord / Bergerac Collège Jacques Prévert ⥋ Marmande — Gare SNCF                             | Bergerac — Aéroport Bergerac Dordogne Périgord / Bergerac Collège Jacques Prévert ⥋ Marmande — Gare SNCF                             | Bergerac — Aéroport Bergerac Dordogne Périgord / Bergerac Collège Jacques Prévert ⥋ Marmande — Gare SNCF                             |
| 04    | Ouverture / Fermeture — / — | Longueur — | Durée — | Nb. d’arrêts 16 | Matériel — | Jours de fonctionnement L, Ma, Me, J, V, S, D                                                                                        | Jour / Soir / Nuit / Fêtes O / N / N / O                                                                                             | Voy. / an — | Exploitant Transdev CFTA Centre-Ouest                                                                                                |
| 04    | Desserte : - Principales communes desservies : Bergerac, Marmande                                                                    | | | | | | | | |
| 04    | Autre : | | | | | | | | |
| 04    | Dernière actualisation : — | | | | | | | | |
| 4A    | Bergerac — Aéroport Bergerac Dordogne Périgord ⥋ Villeneuve-sur-Lot — Gare routière                                                  | Bergerac — Aéroport Bergerac Dordogne Périgord ⥋ Villeneuve-sur-Lot — Gare routière                                                  | Bergerac — Aéroport Bergerac Dordogne Périgord ⥋ Villeneuve-sur-Lot — Gare routière                                                  | Bergerac — Aéroport Bergerac Dordogne Périgord ⥋ Villeneuve-sur-Lot — Gare routière                                                  | Bergerac — Aéroport Bergerac Dordogne Périgord ⥋ Villeneuve-sur-Lot — Gare routière                                                  | Bergerac — Aéroport Bergerac Dordogne Périgord ⥋ Villeneuve-sur-Lot — Gare routière                                                  | Bergerac — Aéroport Bergerac Dordogne Périgord ⥋ Villeneuve-sur-Lot — Gare routière                                                  | Bergerac — Aéroport Bergerac Dordogne Périgord ⥋ Villeneuve-sur-Lot — Gare routière                                                  | Bergerac — Aéroport Bergerac Dordogne Périgord ⥋ Villeneuve-sur-Lot — Gare routière                                                  |
| 4A    | Ouverture / Fermeture — / — | Longueur — | Durée — | Nb. d’arrêts 20 | Matériel — | Jours de fonctionnement L, Ma, Me, J, V, S, D                                                                                        | Jour / Soir / Nuit / Fêtes O / N / N / O                                                                                             | Voy. / an — | Exploitant Transdev CFTA Centre-Ouest                                                                                                |
| 4A    | Desserte : - Principales communes desservies : Bergerac, Villeneuve-sur-Lot                                                          | | | | | | | | |
| 4A    | Autre : | | | | | | | | |
| 4A    | Dernière actualisation : — | | | | | | | | |
| 05    | Bergerac — Collège Jacques Prévert / Bergerac — Jardin Perdoux ⥋ Beaumontois-en-Périgord — Collège Léo Testut                        | Bergerac — Collège Jacques Prévert / Bergerac — Jardin Perdoux ⥋ Beaumontois-en-Périgord — Collège Léo Testut                        | Bergerac — Collège Jacques Prévert / Bergerac — Jardin Perdoux ⥋ Beaumontois-en-Périgord — Collège Léo Testut                        | Bergerac — Collège Jacques Prévert / Bergerac — Jardin Perdoux ⥋ Beaumontois-en-Périgord — Collège Léo Testut                        | Bergerac — Collège Jacques Prévert / Bergerac — Jardin Perdoux ⥋ Beaumontois-en-Périgord — Collège Léo Testut                        | Bergerac — Collège Jacques Prévert / Bergerac — Jardin Perdoux ⥋ Beaumontois-en-Périgord — Collège Léo Testut                        | Bergerac — Collège Jacques Prévert / Bergerac — Jardin Perdoux ⥋ Beaumontois-en-Périgord — Collège Léo Testut                        | Bergerac — Collège Jacques Prévert / Bergerac — Jardin Perdoux ⥋ Beaumontois-en-Périgord — Collège Léo Testut                        | Bergerac — Collège Jacques Prévert / Bergerac — Jardin Perdoux ⥋ Beaumontois-en-Périgord — Collège Léo Testut                        |
| 05    | Ouverture / Fermeture — / — | Longueur — | Durée — | Nb. d’arrêts 33 | Matériel — | Jours de fonctionnement L, Ma, Me, J, V, S, D                                                                                        | Jour / Soir / Nuit / Fêtes O / N / N / O                                                                                             | Voy. / an — | Exploitant Transdev CFTA Centre-Ouest                                                                                                |
| 05    | Desserte : - Principales communes desservies : Bergerac, Lalinde, Beaumontois-en-Périgord                                            | | | | | | | | |
| 05    | Autre : | | | | | | | | |
| 05    | Dernière actualisation : — | | | | | | | | |
| 06    | Sarlat-la-Canéda — Lycée Pré de Cordy / Sarlat-la-Canéda — Place Pasteur ⥋ Souillac — Gare SNCF                                      | Sarlat-la-Canéda — Lycée Pré de Cordy / Sarlat-la-Canéda — Place Pasteur ⥋ Souillac — Gare SNCF                                      | Sarlat-la-Canéda — Lycée Pré de Cordy / Sarlat-la-Canéda — Place Pasteur ⥋ Souillac — Gare SNCF                                      | Sarlat-la-Canéda — Lycée Pré de Cordy / Sarlat-la-Canéda — Place Pasteur ⥋ Souillac — Gare SNCF                                      | Sarlat-la-Canéda — Lycée Pré de Cordy / Sarlat-la-Canéda — Place Pasteur ⥋ Souillac — Gare SNCF                                      | Sarlat-la-Canéda — Lycée Pré de Cordy / Sarlat-la-Canéda — Place Pasteur ⥋ Souillac — Gare SNCF                                      | Sarlat-la-Canéda — Lycée Pré de Cordy / Sarlat-la-Canéda — Place Pasteur ⥋ Souillac — Gare SNCF                                      | Sarlat-la-Canéda — Lycée Pré de Cordy / Sarlat-la-Canéda — Place Pasteur ⥋ Souillac — Gare SNCF                                      | Sarlat-la-Canéda — Lycée Pré de Cordy / Sarlat-la-Canéda — Place Pasteur ⥋ Souillac — Gare SNCF                                      |
| 06    | Ouverture / Fermeture — / — | Longueur — | Durée — | Nb. d’arrêts 15 | Matériel — | Jours de fonctionnement L, Ma, Me, J, V, S, D                                                                                        | Jour / Soir / Nuit / Fêtes O / N / N / O                                                                                             | Voy. / an — | Exploitant Transdev CFTA Centre-Ouest                                                                                                |
| 06    | Desserte : - Principales communes desservies : Sarlat-la-Canéda, Souillac                                                            | | | | | | | | |
| 06    | Autre : | | | | | | | | |
| 06    | Dernière actualisation : — | | | | | | | | |
| 07    | Sarlat-la-Canéda — Lycée Pré de Cordy / Sarlat-la-Canéda — Gare SNCF ⥋ Périgueux — Gare SNCF / Périgueux Lycée A. Claveille          | Sarlat-la-Canéda — Lycée Pré de Cordy / Sarlat-la-Canéda — Gare SNCF ⥋ Périgueux — Gare SNCF / Périgueux Lycée A. Claveille          | Sarlat-la-Canéda — Lycée Pré de Cordy / Sarlat-la-Canéda — Gare SNCF ⥋ Périgueux — Gare SNCF / Périgueux Lycée A. Claveille          | Sarlat-la-Canéda — Lycée Pré de Cordy / Sarlat-la-Canéda — Gare SNCF ⥋ Périgueux — Gare SNCF / Périgueux Lycée A. Claveille          | Sarlat-la-Canéda — Lycée Pré de Cordy / Sarlat-la-Canéda — Gare SNCF ⥋ Périgueux — Gare SNCF / Périgueux Lycée A. Claveille          | Sarlat-la-Canéda — Lycée Pré de Cordy / Sarlat-la-Canéda — Gare SNCF ⥋ Périgueux — Gare SNCF / Périgueux Lycée A. Claveille          | Sarlat-la-Canéda — Lycée Pré de Cordy / Sarlat-la-Canéda — Gare SNCF ⥋ Périgueux — Gare SNCF / Périgueux Lycée A. Claveille          | Sarlat-la-Canéda — Lycée Pré de Cordy / Sarlat-la-Canéda — Gare SNCF ⥋ Périgueux — Gare SNCF / Périgueux Lycée A. Claveille          | Sarlat-la-Canéda — Lycée Pré de Cordy / Sarlat-la-Canéda — Gare SNCF ⥋ Périgueux — Gare SNCF / Périgueux Lycée A. Claveille          |
| 07    | Ouverture / Fermeture — / — | Longueur — | Durée — | Nb. d’arrêts 29 | Matériel — | Jours de fonctionnement L, Ma, Me, J, V, S, D                                                                                        | Jour / Soir / Nuit / Fêtes O / N / N / O                                                                                             | Voy. / an — | Exploitant Transdev CFTA Centre-Ouest                                                                                                |
| 07    | Desserte : - Principales communes desservies : Sarlat-la-Canéda, Montignac-Lascaux, Périgueux                                        | | | | | | | | |
| 07    | Autre : | | | | | | | | |
| 07    | Dernière actualisation : — | | | | | | | | |
| 08    | Nadaillac — Le Bourg / Montignac-Lascaux — Lascaux IV ⥋ Brive-la-Gaillarde — Place du 14 Juillet / Brive-la-Gaillarde — Lycée Bahuet | Nadaillac — Le Bourg / Montignac-Lascaux — Lascaux IV ⥋ Brive-la-Gaillarde — Place du 14 Juillet / Brive-la-Gaillarde — Lycée Bahuet | Nadaillac — Le Bourg / Montignac-Lascaux — Lascaux IV ⥋ Brive-la-Gaillarde — Place du 14 Juillet / Brive-la-Gaillarde — Lycée Bahuet | Nadaillac — Le Bourg / Montignac-Lascaux — Lascaux IV ⥋ Brive-la-Gaillarde — Place du 14 Juillet / Brive-la-Gaillarde — Lycée Bahuet | Nadaillac — Le Bourg / Montignac-Lascaux — Lascaux IV ⥋ Brive-la-Gaillarde — Place du 14 Juillet / Brive-la-Gaillarde — Lycée Bahuet | Nadaillac — Le Bourg / Montignac-Lascaux — Lascaux IV ⥋ Brive-la-Gaillarde — Place du 14 Juillet / Brive-la-Gaillarde — Lycée Bahuet | Nadaillac — Le Bourg / Montignac-Lascaux — Lascaux IV ⥋ Brive-la-Gaillarde — Place du 14 Juillet / Brive-la-Gaillarde — Lycée Bahuet | Nadaillac — Le Bourg / Montignac-Lascaux — Lascaux IV ⥋ Brive-la-Gaillarde — Place du 14 Juillet / Brive-la-Gaillarde — Lycée Bahuet | Nadaillac — Le Bourg / Montignac-Lascaux — Lascaux IV ⥋ Brive-la-Gaillarde — Place du 14 Juillet / Brive-la-Gaillarde — Lycée Bahuet |
| 08    | Ouverture / Fermeture — / — | Longueur — | Durée — | Nb. d’arrêts 40 | Matériel — | Jours de fonctionnement L, Ma, Me, J, V, S, D                                                                                        | Jour / Soir / Nuit / Fêtes O / N / N / O                                                                                             | Voy. / an — | Exploitant Transdev CFTA Centre-Ouest                                                                                                |
| 08    | Desserte : - Principales communes desservies : Montignac-Lascaux, Terrasson-Lavilledieu, Brive-la-Gaillarde                          | | | | | | | | |
| 08    | Autre : | | | | | | | | |
| 08    | Dernière actualisation : — | | | | | | | | |
| 09    | Périgueux — Gare SNCF ⥋ Salagnac — Clairvivre                                                                                        | Périgueux — Gare SNCF ⥋ Salagnac — Clairvivre                                                                                        | Périgueux — Gare SNCF ⥋ Salagnac — Clairvivre                                                                                        | Périgueux — Gare SNCF ⥋ Salagnac — Clairvivre                                                                                        | Périgueux — Gare SNCF ⥋ Salagnac — Clairvivre                                                                                        | Périgueux — Gare SNCF ⥋ Salagnac — Clairvivre                                                                                        | Périgueux — Gare SNCF ⥋ Salagnac — Clairvivre                                                                                        | Périgueux — Gare SNCF ⥋ Salagnac — Clairvivre                                                                                        | Périgueux — Gare SNCF ⥋ Salagnac — Clairvivre                                                                                        |
| 09    | Ouverture / Fermeture — / — | Longueur — | Durée — | Nb. d’arrêts 17 | Matériel — | Jours de fonctionnement L, Ma, Me, J, V, S, D                                                                                        | Jour / Soir / Nuit / Fêtes O / N / N / O                                                                                             | Voy. / an — | Exploitant Transdev CFTA Centre-Ouest                                                                                                |
| 09    | Desserte : - Principales communes desservies : Périgueux, Hautefort, Salagnac                                                        | | | | | | | | |
| 09    | Autre : | | | | | | | | |
| 09    | Dernière actualisation : — | | | | | | | | |
| 10    | Périgueux — Collège Clos-Chassaing / Périgueux — Gare SNCF ⥋ Excideuil — Cité Scolaire Giraut de Borneil                             | Périgueux — Collège Clos-Chassaing / Périgueux — Gare SNCF ⥋ Excideuil — Cité Scolaire Giraut de Borneil                             | Périgueux — Collège Clos-Chassaing / Périgueux — Gare SNCF ⥋ Excideuil — Cité Scolaire Giraut de Borneil                             | Périgueux — Collège Clos-Chassaing / Périgueux — Gare SNCF ⥋ Excideuil — Cité Scolaire Giraut de Borneil                             | Périgueux — Collège Clos-Chassaing / Périgueux — Gare SNCF ⥋ Excideuil — Cité Scolaire Giraut de Borneil                             | Périgueux — Collège Clos-Chassaing / Périgueux — Gare SNCF ⥋ Excideuil — Cité Scolaire Giraut de Borneil                             | Périgueux — Collège Clos-Chassaing / Périgueux — Gare SNCF ⥋ Excideuil — Cité Scolaire Giraut de Borneil                             | Périgueux — Collège Clos-Chassaing / Périgueux — Gare SNCF ⥋ Excideuil — Cité Scolaire Giraut de Borneil                             | Périgueux — Collège Clos-Chassaing / Périgueux — Gare SNCF ⥋ Excideuil — Cité Scolaire Giraut de Borneil                             |
| 10    | Ouverture / Fermeture — / — | Longueur — | Durée — | Nb. d’arrêts 27 | Matériel — | Jours de fonctionnement L, Ma, Me, J, V, S, D                                                                                        | Jour / Soir / Nuit / Fêtes O / N / N / O                                                                                             | Voy. / an — | Exploitant Transdev CFTA Centre-Ouest                                                                                                |
| 10    | Desserte : - Principales communes desservies : Périgueux, Excideuil                                                                  | | | | | | | | |
| 10    | Autre : | | | | | | | | |
| 10    | Dernière actualisation : — | | | | | | | | |
| 11    | Ribérac — Maternelle ⥋ Les Églisottes-et-Chalaures — Gare SNCF                                                                       | Ribérac — Maternelle ⥋ Les Églisottes-et-Chalaures — Gare SNCF                                                                       | Ribérac — Maternelle ⥋ Les Églisottes-et-Chalaures — Gare SNCF                                                                       | Ribérac — Maternelle ⥋ Les Églisottes-et-Chalaures — Gare SNCF                                                                       | Ribérac — Maternelle ⥋ Les Églisottes-et-Chalaures — Gare SNCF                                                                       | Ribérac — Maternelle ⥋ Les Églisottes-et-Chalaures — Gare SNCF                                                                       | Ribérac — Maternelle ⥋ Les Églisottes-et-Chalaures — Gare SNCF                                                                       | Ribérac — Maternelle ⥋ Les Églisottes-et-Chalaures — Gare SNCF                                                                       | Ribérac — Maternelle ⥋ Les Églisottes-et-Chalaures — Gare SNCF                                                                       |
| 11    | Ouverture / Fermeture — / — | Longueur — | Durée — | Nb. d’arrêts 10 | Matériel — | Jours de fonctionnement L, Ma, Me, J, V, S, D                                                                                        | Jour / Soir / Nuit / Fêtes O / N / N / O                                                                                             | Voy. / an — | Exploitant Transdev CFTA Centre-Ouest                                                                                                |
| 11    | Desserte : - Principales communes desservies : Ribérac, Les Églisottes-et-Chalaures                                                  | | | | | | | | |
| 11    | Autre : | | | | | | | | |
| 11    | Dernière actualisation : — | | | | | | | | |
| 16    | Angoisse — École ⥋ Saint-Yrieix-la-Perche — Gare SNCF / Saint-Yrieix-la-Perche — LPA La Faye                                         | Angoisse — École ⥋ Saint-Yrieix-la-Perche — Gare SNCF / Saint-Yrieix-la-Perche — LPA La Faye                                         | Angoisse — École ⥋ Saint-Yrieix-la-Perche — Gare SNCF / Saint-Yrieix-la-Perche — LPA La Faye                                         | Angoisse — École ⥋ Saint-Yrieix-la-Perche — Gare SNCF / Saint-Yrieix-la-Perche — LPA La Faye                                         | Angoisse — École ⥋ Saint-Yrieix-la-Perche — Gare SNCF / Saint-Yrieix-la-Perche — LPA La Faye                                         | Angoisse — École ⥋ Saint-Yrieix-la-Perche — Gare SNCF / Saint-Yrieix-la-Perche — LPA La Faye                                         | Angoisse — École ⥋ Saint-Yrieix-la-Perche — Gare SNCF / Saint-Yrieix-la-Perche — LPA La Faye                                         | Angoisse — École ⥋ Saint-Yrieix-la-Perche — Gare SNCF / Saint-Yrieix-la-Perche — LPA La Faye                                         | Angoisse — École ⥋ Saint-Yrieix-la-Perche — Gare SNCF / Saint-Yrieix-la-Perche — LPA La Faye                                         |
| 16    | Ouverture / Fermeture — / — | Longueur — | Durée — | Nb. d’arrêts 11 | Matériel — | Jours de fonctionnement L, Ma, Me, J, V, S, D                                                                                        | Jour / Soir / Nuit / Fêtes O / N / N / O                                                                                             | Voy. / an — | Exploitant Transdev CFTA Centre-Ouest                                                                                                |
| 16    | Desserte : - Principales communes desservies : Angoisse, Lanouaille, Saint-Yrieix-la-Perche                                          | | | | | | | | |
| 16    | Autre : | | | | | | | | |
| 16    | Dernière actualisation : — | | | | | | | | |

### Lignes estivales
L'été, le réseau compte quatre lignes spécifiques qui desservent les zones touristiques :
- 12 : Montpon-Ménestérol — Carsac-de-Gurson — Vélines
- 13 : Sarlat-la-Canéda — Les Eyzies-de-Tayac-Sireuil
- 14 : Sarlat-la-Canéda (desserte de la Vallée de la Dordogne)
- 15 : Le Bugue — Les Eyzies-de-Tayac-Sireuil — Saint-Léon-sur-Vézère — Montignac-Lascaux

De plus, certaines lignes régulières sont prolongées durant la période estivale (1B, 02, 2B, 06 et 16).